# フアン・ディアス・デ・ソリス
フアン・ディアス・デ・ソリス（Juan Díaz de Solís, 1470年 - 1516年）はスペインの探検家、コンキスタドール。ラプラタ川周辺を最初に訪れたヨーロッパ人の内の一人である。

## 概要
ポルトガル人のジョアン・ディアス・デ・ソリスとして生まれた。1504年にはっきりとしない理由でスペインに逃亡するまで、ポルトガルで航海士としての訓練を受けた。その後、1506年にユカタン半島を、1508年にブラジルを探検し、1512年にはアメリゴ・ヴェスプッチの後を継いで主要な水先案内人となるなど、スペインの探検者として活躍した。
1516年1月20日、ブラジル沖を南下してきたディアス・デ・ソリスは現在のプンタ・デル・エステの近くに上陸する。ディアス・デ・ソリスはインディオが銀の装飾具を身につけているのを見て、そこに大量の銀があると誤解してこの巨大な川をラプラタ川（La Plata, 銀）と名づけた。しばらくこの誤解は続き、パラグアイに銀の山があるとの勘違いは、1536年に軍事拠点としてブエノスアイレス市を建設させることになった。
ディアス・デ・ソリスは当初チャルーア族から暖かく迎えられ、贈り物として銀を受け取った。しかし、逆にディアス・デ・ソリスはチャルーア族に服従するよう要求し、航海で不足してきた食料を持ってくるように命令した。チャルーア族はこの命令を断り、4年後に再び訪れてきたディアス・デ・ソリスの一団を猛攻撃した。ディアス・デ・ソリスは戦死し、食人文化のあったチャルーア族に食べられた。なお、ディアス・デ・ソリスと争いを起こしたのはチャルーア族ではなくグアラニー族だとする異説もある。

## その他
ウルグアイのモンテビデオにはフアン・ディアス・デ・ソリス劇場がある。